# Anathelges hyptius
Anathelges hyptius är en kräftdjursart som först beskrevs av Thompson 1902.  Anathelges hyptius ingår i släktet Anathelges och familjen Bopyridae.
Artens utbredningsområde är Mexikanska golfen. Inga underarter finns listade i Catalogue of Life.